# The Ball (videojuego)
The Ball es un videojuego de acción y aventura en primera persona de 2010, desarrollado por Teotl Studios y distribuido por Tripwire Interactive.
El juego fue uno de los títulos de lanzamiento de OnLive en el Reino Unido, y uno de los 13 juegos del Potato Sack Bundle, que fue parte del Potato Sack Alternate Reality Game, promoviendo el lanzamiento de Portal 2.
El 7 de junio de 2016, un sucesor espiritual, The Solus Project, fue lanzado para PC y consolas por Teotl y Grip Digital. El juego dispone de un entorno diferente, contando con un astronauta en el futuro atrapado en un mundo alienígena, pero los juegos comparten el universo y algunos temas.

## Jugabilidad
The Ball es un videojuego de acción y aventura en primera persona. El jugador controla a un arqueólogo atrapado en una ciudad bajo tierra, armado solamente con un artefacto que puede atraer o repeler una gran bola de metal. Para progresar en el juego, la bola debe ser guiada para activar los mecanismos de los puzles, actuar como una plataforma, o defender al jugador en combate. A medida que el jugador progrese, la bola ganará habilidades adicionales, fortaleciendo su habilidad de combate o permitiendo que el jugador progrese en las plataformas y los puzles.
El juego contiene una campaña de un jugador de ocho niveles, y un modo supervivencia enfocado en el combate.

## Desarrollo
The Ball está desarrollado por Teotl Studios, un pequeño estudio independiente sueco que consistió de tres desarrolladores: Sjoerd De Jong, el diseñador de niveles y director creativo; Markus Palviainen, director de arte; y Markus Arvidsson, programador. Otros quince desarrolladores independientes también se involucraron en el proyecto, incluyendo a Theodore Wohng, compositor y diseñador de sonido.
Para desarrollar su juego, Sjoerd De Jong ha utilizado varias fuentes como inspiración: Portal por su diseño simple y efectivo, Unreal Tournament por su estilo y atmósfera, Tomb Raider por su atmósfera misteriosa e intrigante que emana de sus entornos, y los primeros ''shooters'' en primera persona que transcurrían en mazmorras oscuras y castillos.
Desarrollado originalmente como un mod para Unreal Tournament III en 2008, fue porteado al Unreal Development Kit para permitir un lanzamiento comercial independiente. Una demo del juego fue lanzada el 5 de noviembre de 2009, el juego oficial fue lanzado el 26 de octubre de 2010.
En 2013, el juego fue porteado como un título de lanzamiento de la consola Ouya.

## Recepción
El mod original entró al concurso «Make Something Unreal» de Unreal Engine 3 y ganó múltiples premios, incluyendo el premio al mejor mod de ''shooter'' en primera persona, y el segundo lugar en general.
El lanzamiento comercial generó una respuesta mixta de la crítica, recibiendo una calificación de 68% del sitio web agregador de reseñas Metacritic y 73,83% de GameRankings. PC Gamer US le otorgó al juego un 81/100, llamándolo un «juego de acción de puzle alegre y adictivo».
IGN le dio al juego un 7/10, criticando la presentación de la historia y el combate, pero elogiando la variedad de la jugabilidad.
The Ball fue premiado por PC Gamer US como el juego del año de acción y aventura de 2010.